# Good Souls: The Greatest Hits
Good Souls: The Greatest Hits è un album di raccolta del gruppo musicale inglese Starsailor, pubblicato nel 2015.

## Tracce
1. Good Souls – 4:59
2. Silence Is Easy – 3:39
3. Alcoholic – 2:54
4. Give Up the Ghost – 3:17
5. In the Crossfire – 3:18
6. Poor Misguided Fool – 3:49
7. Four to the Floor – 4:11
8. This Time – 3:30
9. Fever – 4:00
10. Born Again (Radio Edit) – 4:43
11. Lullaby – 4:10
12. Keep Us Together – 3:45
13. Way to Fall – 4:28
14. All The Plans (Radio Edit) – 3:00
15. Hold On – 3:33
16. Tell Me It's Not Over – 3:23
17. Tie Up My Hands – 5:45
18. Fidelity – 2:22
19. Four To The Floor (Thin White Duke Mix) – 8:10

## Formazione
- James Walsh - voce, chitarra
- Barry Westhead - tastiera
- James Stelfox - basso
- Ben Byrne - batteria